# Hans Haslibacher

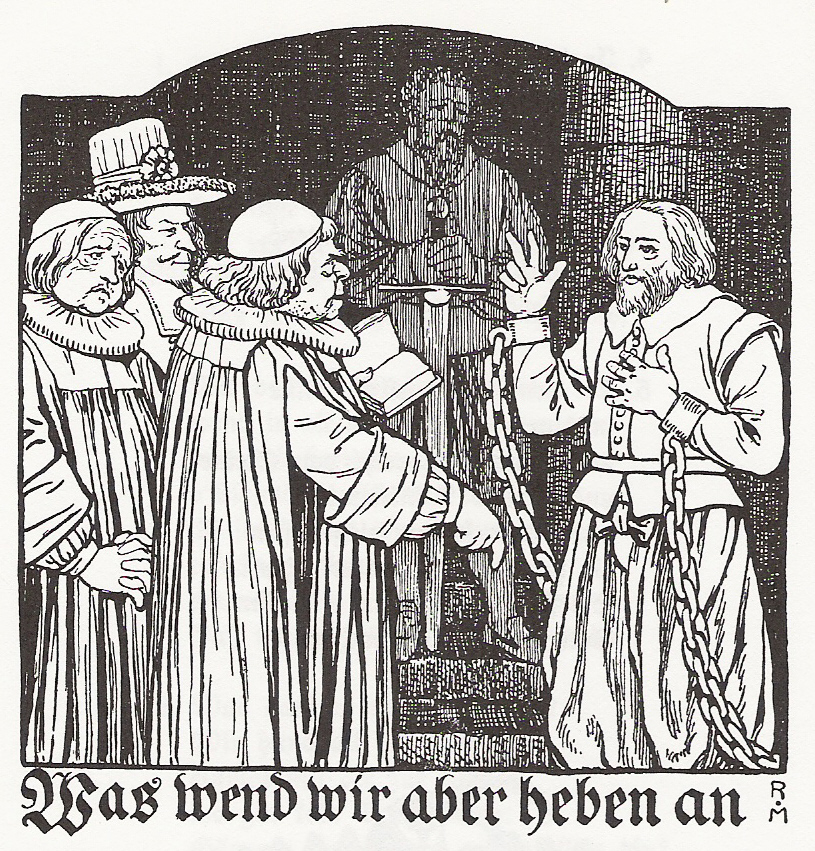
Hans Haslibacher prisionero. Ilustración de Rudolf Münger, para una edición de la Canción de Haslibacher.

Hans Haslibacher (Sumiswald, 1500 - Berna, 20 de octubre de 1571) fue profesor, predicador y mártir anabautista.
Se unió en 1532 a los "Hermanos Suizos", reformadores anabautitas pacifistas. Fue predicador en Sumiswald, en el Emmental, pero en 1533 las autoridades de Berna decretaron que los anabautistas solamente podrían profesar privadamente sus creencias y no podían promoverlas públicamente. 

## El Debate de 1538
Haslibacher participó en el "Debate de Berna" del 11 al 17 de marzo de 1538, como uno de los voceros de los "Hermanos Suizos", junto con Hans Hotz de Grüningen, Mathis Wiser de Bremgarten, Wälti Gerber de Röthenbach, Christian Brügger de Rohrbach y su colega de Sumiswald, Lorentz Aeberli. Los puntos debatidos con los representantes de la iglesia reformada fueron:
1. Antiguo y Nuevo Testamento: su valor relativo y sus relaciones
2. El ministerio: la verdadera vocación, la misión apropiada, a quién compete el nombramiento de los pastores y predicadores
3. La iglesia: cómo debe ser la iglesia para ser auténtica
4. El bautismo de infantes o el  bautismo de creyentes
5. El juramento: puede un cristiano hacer un juramento
6. El estado: las relaciones entre la iglesia y el estado, la violencia y la noviolencia ¿puede un cristiano ejercer la autoridad del estado?
7. La excomunión: ¿cómo debe ser utilizada? ¿pueden los magistrados o las autoridades o del estado decretar la excomunión?[2]

Este debate, como otros de la época, en lugar de conducir a la tolerancia, fue seguido de una nueva persecución. Las autoridades de Berna concluyeron que como los anabaptistas eran herejes, no se toleraría su presencia en el cantón, los que no eran ciudadanos debía irse inmediatamente y a los demás se les dio un tiempo para arreglar sus asuntos e irse. La desobediencia a los decretos daría lugar a una sentencia de muerte inmediata. En septiembre de 1538 aprobaron un decreto que condenaba a pena de muerte a los líderes anabautistas y a torturas a sus seguidores para que se retractaran. Lorentz Aeberli fue ejecutado en 1539.

## Ejecución de Haslibacher
Haslibacher sufrió expulsiones y arrestos, pero en 1541 la legislación contra los anabautistas había sido modificada y establecía, después de una primera advertencia, una escala progresiva de castigos a los reincidentes. Exiliado, fue confiscada su propiedad. En 1566 fue ejecutado Wälti Gerber, otro participante del Debate de 1538. El 2 de septiembre de 1571, el hijo de Hans Haslibachers, que no era anabaptista, fue multado por recibir a su padre en la casa y Hans fue condenado a muerte.
Hans Haslibachers fue decapitado en Berna, el 20 de octubre de 1571. Fue la última ejecución por decapitación de un anabautista en el cantón de Berna. El hecho es cantado por un poeta anónimo, que declara estar "encarcelado por la fe". La Canción de Haslibacher tiene 32 estrofas, fue publicada como folleto con portada y 6 páginas y su difusión en los círculos anabaptistas fue generalizada, especialmente después de ser incluida en la edición de 1614 del Ausbund, el himnario menonita.